# Kategorie vozidel
Kategorie vozidel je v evropských podmínkách označení pro skupiny silničních a zvláštních vozidel připuštěných k provozu na pozemních komunikacích, pro která platí shodné technické podmínky.
Rámcovou kategorizaci pro Evropskou unii stanovila směrnice 2007/46/ES (jež nahrazuje dřívější 70/156/EHS) v příloze II.
V České republice stanovil kategorizaci zákon č. 56/2001 Sb., o podmínkách provozu vozidel na pozemních komunikacích, v příloze, na kterou odkazoval § 2 odst. 8 a § 3 odst. 1 zákona. Některá upřesnění obsahovala vyhláška č. 341/2002 Sb., o schvalování technické způsobilosti vozidel. Novelizačním zákonem č. 239/2013 Sb. byla příloha zákona č. 56/2001 Sb. s účinností od 1. ledna 2015 zrušena a ke stanovení kritérií kategorizace byl zmocněn prováděcí předpis, kterým se stala vyhláška č. 341/2014 Sb. Zákon v novelizovaném znění stanoví v § 3 odst. 4 pouze seznam kategorií: L, M, N, O, T, C, R, S a Z (nově tedy přibyly kategorie C a Z).

## Kategorie v České republice v letech 2001–2014

### Základní kategorie
Příloha zákona č. 56/2001 Sb. ve znění účinném do roku 2014 vymezovala 7 základních kategorií vozidel:
- L – motorová vozidla zpravidla s méně než čtyřmi koly
- M – motorová vozidla, která mají nejméně čtyři kola a používají se pro dopravu osob
- N – motorová vozidla, která mají nejméně čtyři kola a používají se pro dopravu nákladů
- O – přípojná vozidla
- T – traktory zemědělské nebo lesnické
- S – pracovní stroje
- R – ostatní vozidla, která nelze zařadit do výše uvedených kategorií

Kategorie M, N, O a jejich podkategorie a kategorie terénních vozidel MG a NG jsou shodně definovány v evropské směrnici 2007/46/ES. Kategorie L, T, S, R a OT jsou nad rámec evropského značení přidány českými předpisy.

### Kategorie L
Motorová vozidla kategorie L se podle zákona č. 56/2001 Sb. člení na skupiny, pro které příloha 18 vyhlášky 341/2002 Sb. zavádí zkratky:
- mopedy
  - LA – dvoukolové mopedy – s objemem válců motoru nejvýše 50 cm³ v případě spalovacího motoru, maximální konstrukční rychlost nejvýše 45 km/h
  - LB – tříkolové mopedy – s objemem válců motoru nejvýše 50 cm³ v případě spalovacího motoru, maximální konstrukční rychlost nejvýše 45 km/h, bez ohledu na uspořádání kol
  - LB – lehké čtyřkolky – hmotnost v nenaloženém stavu menší než 350 kg (bez baterií v případě elektrického pohonu), nebo se zdvihovým objemem motoru nejvýše 50 cm³ v případě zážehového motoru nebo maximální čistý výkon nejvýše 4 kW pro jiné druhy motoru a maximální konstrukční rychlostí nejvýše 45 km/h
- motocykly
  - LC – motocykly – dvoukolové motorové vozidlo přesahující parametry (objem válců nebo rychlost) dvoukolového mopedu
  - LD – motocykly s postranním vozíkem – vozidla se třemi koly umístěnými asymetricky a přesahující parametry (objem válců nebo rychlost) tříkolového mopedu
- LE – motorové tříkolky
  - motorové tříkolky – vozidlo se třemi koly umístěnými souměrně ke střední podélné rovině, přesahující parametry (objem válců nebo rychlost) tříkolového mopedu
  - čtyřkolky jiné než lehké – hmotnost v nenaloženém stavu (v případě elektrického pohonu bez baterií) do 400 kg, v případě vozidla pro přepravu nákladů 550 kg, maximální čistý výkon motoru nejvýše 15 kW.
- LM – motokolo – jízdní kolo s trvale zabudovaným motorem s objemem válců motoru nejvýše 50 cm³ (v případě spalovacího motoru), maximální konstrukční rychlost nejvýše 25 km/h

### Kategorie M
Motorová vozidla základní kategorie M mají nejméně čtyři kola a člení se podle zákona č. 56/2001 Sb. na kategorie:
- M1 – vozidla, která mají nejvýše osm míst k přepravě osob (nepočítaje místo řidiče) a víceúčelová vozidla (podmínky pro rozdělení víceúčelových vozidel do kategorií M1 a N1 stanoví vyhláška)
- M2 – vozidla, která mají více než osm míst k přepravě osob (nepočítaje místo řidiče) a jejichž nejvyšší přípustná hmotnost nepřevyšuje 5000 kg
- M3 – vozidla, která mají více než osm míst k přepravě osob (nepočítaje místo řidiče) a jejichž nejvyšší přípustná hmotnost převyšuje 5000 kg

Evropská směrnice 2007/46/ES vozidla kategorie M člení do kategorií M1, M2 a M3 shodným způsobem.
Kategorie terénních vozidel se značí M1G, M2G, M3G.
Podle přílohy 18 vyhlášky č. 341/2002 Sb. se vozidla kategorie M1 označují jako osobní automobil a vozidla kategorií M2 a M3 jako autobus.
Trolejbusy (včetně hybridních trolejbusů, duobusů atd.) by podle obecných definic kategorií měly být považovány zároveň za autobusy i za drážní vozidla, avšak v praxi se v České republice schvalují pouze jako drážní vozidla a registraci a schvalování podle zákona č. 56/2001 Sb. nejsou podrobovány.

### Kategorie N
Motorová vozidla základní kategorie N (nákladní automobily) mají nejméně čtyři kola a člení se podle zákona č. 56/2001 Sb. na kategorie:
- N1 – vozidla, jejichž nejvyšší přípustná hmotnost nepřevyšuje 3500 kg
- N2 – vozidla, jejichž nejvyšší přípustná hmotnost převyšuje 3500 kg, ale nepřevyšuje 12 000 kg
- N3 – vozidla, jejichž nejvyšší přípustná hmotnost převyšuje 12 000 kg

Kategorie terénních vozidel se značí N1G, N2G, N3G.
Evropská směrnice 2007/46/ES rozděluje vozidla do kategorií N1, N2 a N3 shodným způsobem.

### Kategorie O
Přípojná vozidla základní kategorie O se podle zákona č. 56/2001 Sb. člení na kategorie:
- O1 – přípojná vozidla o nejvyšší přípustné hmotnosti nejvýše 750 kg
- O2 – přípojná vozidla o nejvyšší přípustné hmotnosti přes 750 kg, ale nejvýše 3500 kg
- O3 – přípojná vozidla o nejvyšší přípustné hmotnosti přes 3500 kg, ale nejvýše 10 000 kg
- O4 – přípojná vozidla o nejvyšší přípustné hmotnosti přes 10 000 kg
- OT1 – přípojná vozidla traktoru, o nejvyšší přípustné hmotnosti nejvýše 1500 kg
- OT2 – přípojná vozidla traktoru, o nejvyšší přípustné hmotnosti přes 1500 kg, ale nejvýše 3500 kg
- OT3 – přípojná vozidla traktoru, o nejvyšší přípustné hmotnosti přes 3500 kg, ale nejvýše 6000 kg
- OT4 – přípojná vozidla traktoru, o nejvyšší přípustné hmotnosti přes 6000 kg

Evropská směrnice 2007/46/ES rozděluje vozidla do kategorií O1, O2, O3 a O4 shodným způsobem.
Z definice přípojného vozidla je zřejmé, že potahové vozidlo, určené k tažení zvířetem, ani ruční vozík, určený k tažení nebo tlačení člověkem, se za přípojná vozidla nepovažují. Do kategorie O by podle definic měla spadat i přípojná vozidla nemotorových vozidel, zejména jízdních kol, avšak znění zákona a prováděcí vyhlášky s tím nepočítají.

### Kategorie T
Pro kategorii T, traktory zemědělské nebo lesnické, zákon neuvádí podrobnější rozlišení. Vyhláška č. 341/2002 Sb. zmiňuje kolové i pásové traktory.
Příloha 18 vyhlášky 341/2002 Sb. člení kolové traktory do podrobnějších kategorií. Všechny jsou charakterizovány nejvyšší konstrukční rychlostí nepřevyšující 40 km/h, ve výjimečných případech dočasně i s vyšší, u traktorů s výše položeným těžištěm nebo větší světlou výškou je nejvyšší konstrukční rychlost omezena na 30 km/h.
- T1 – nejméně jedna náprava, minimální rozchod větší než 1150 mm, nenaložená hmotnost v provozním stavu větší než 600 kg, světlá výška nad vozovkou menší než 1000 mm.
- T2 – minimální rozchod menší než 1150 mm, nenaložená hmotnost v provozním stavu větší než 600 kg, světlá výška nad vozovkou menší než 600 mm.
- T3 – nenaložená hmotnost v provozním stavu menší než 600 kg
- T4 – ostatní
- T4.1 – traktory s vysokou světlou výškou – v pracovní poloze je světlá výška kolmá na řady plodiny vyšší než 1000 mm
- T4.2 – zvláště široké traktory

### Kategorie S
Vozidla kategorie S se podle zákona č. 56/2001 Sb. člení na kategorie:
- Ss – pracovní stroj samojízdný
- Sp – pracovní stroj přípojný (určený k připojení za tažné motorové vozidlo)
  - Sp1 – pracovní stroj přípojný o nejvyšší přípustné hmotnosti nejvýše 3000 kg
  - Sp2 – pracovní stroj přípojný o nejvyšší přípustné hmotnosti přes 3000 kg, ale nejvýše 6000 kg
  - Sp3 – pracovní stroj přípojný o nejvyšší přípustné hmotnosti přes 6000 kg

Vyhláška 341/2002 Sb. tyto kategorie píše velkými písmeny (SS, SP, SP1 atd.) a užívá též označení kategorií SPT, SPT1 (snad pracovní stroj přípojný traktorový) a SN (pracovní stroj nesený), které v zákoně nejsou zmíněny (pracovní stroj nesený sám není vozidlem, ale je na vozidle zavěšen a tvoří s ním jeden celek).

### Kategorie R
Zákon neobsahoval bližší rozdělení ani příklady vozidel spadajících do kategorie R. Některé příklady druhů vozidel byly uvedeny v příloze 18 vyhlášky č. 341/2002 Sb. Podle obecné definice by do ní měla spadat zejména všechna nemotorová vozidla, která nejsou přípojnými vozidly:
- jízdní kola (včetně koloběžek, tandemů, šlapacích čtyřkolek, odrážedel atd.)
- ruční vozíky nebo jiná vozidla tlačená nebo tažená pěšky jdoucí osobou, například pracovní stroje
- nemotorové vozíky pro invalidy
- potahová vozidla (kolová i saně)

Dále sem mohly patřit některé druhy motorových vozidel:
- vozidlo bez karoserie, ve kterém je zabudován spalovací motor.
- jednonápravový traktor s přívěsem
- pásová motorová vozidla pro přepravu osob nebo nákladu (např. sněžná rolba a sněžný skútr). Vyhláška č. 341/2002 Sb. zmiňuje sněžný skútr u kategorie L, třebaže nevyhovuje definici žádné její podkategorie.
- speciální čtyřkolka
- vozík pro invalidy s motorickým pohonem by měl spadat do kategorie L mezi lehké čtyřkolky, avšak příloha 18 vyhlášky č. 341/2002 Sb. uvádí vozík pro invalidy s ručním nebo motorickým pohonem o šířce a délce nepřesahující 1 metr, konstrukční rychlosti nejvýše 6 km/h a maximální přípustné hmotnosti nejvýše 450 kg mezi „ostatními vozidly kategorie R“

## Kategorie v České republice od roku 2015
V České republice stanovil kategorizaci zákon č. 56/2001 Sb., o podmínkách provozu vozidel na pozemních komunikacích, v příloze, na kterou odkazoval § 2 odst. 8 a § 3 odst. 1 zákona. Některá upřesnění obsahovala vyhláška č. 341/2002 Sb., o schvalování technické způsobilosti vozidel.
Novelizačním zákonem č. 239/2013 Sb. byl s účinností od 1. ledna 2015 zákon č. 56/2001 Sb. změněn tak, že znaky základních kategorií vozidel z něj byly zcela vypuštěny a k vymezení základních kategorií i jejich dalšího členění byl zmocněn prováděcí předpis. Tím se stala vyhláška č. 341/2014 Sb. Zákon v novelizovaném znění stanoví v § 3 odst. 4 pouze seznam kategorií: L, M, N, O, T, C, R, S a Z. Oproti dosavadní úpravě tedy nově přibyly kategorie C a Z. Vyhláška č. 341/2014 Sb. kategorie definuje prostřednictvím § 6, který odkazuje na přílohu č. 2 této vyhlášky.

### Kategorie L
Pro popis silničních vozidel kategorie L a její další členění vyhláška č. 341/2014 Sb. odkazuje na přímo použitelný předpis Evropské unie upravující schvalování dvoukolových a tříkolových vozidel a čtyřkolek a dozor nad trhem (nařízení Evropského parlamentu a Rady (EU) č. 168/2013 ze dne 15. ledna 2013).
Nad rámec evropské kategorizace česká vyhláška zavádí jedinou kategorii:
- LZ – dvoukolová a tříkolová vozidla a čtyřkolky, které konstrukčně odpovídají silničním vozidlům kategorie L a jsou zkonstruovány a vyrobeny k využití pro ozbrojené složky, civilní ochranu, požární službu, složky odpovídající za udržování veřejného pořádku a lékařskou záchrannou službu.

### Kategorie M
Motorová vozidla konstruovaná a vyrobená především pro dopravu osob a jejich zavazadel. Vyhláška č. 341/2014 Sb. je dělí na kategorie:
- M1 – vozidla kategorie M s nejvýše osmi místy k sezení kromě místa k sezení řidiče. Nesmí mít prostor pro stojící cestující. Počet míst k sezení může být omezen na jedno (tj. místo k sezení řidiče).
- M2 – vozidla kategorie M s více než osmi místy k sezení kromě místa k sezení řidiče a s maximální hmotnosti nepřevyšující 5 tun. Mohou mít kromě míst k sezení i prostor pro stojící cestující.
- M3 – vozidla kategorie M s více než osmi místy k sezení kromě místa k sezení řidiče a s maximální hmotností převyšující 5 tun. Mohou mít prostor pro stojící cestující.

U vozidla kategorie M zařazeného do podkategorie „terénních vozidel“ podle kritérií uvedených v oddílu 4 části A přílohy II směrnice 2007/46/ES se za písmeno a číslici označující kategorii připojí písmeno „G“ (M1G, M2G, M3G).
V případě neúplného vozidla kategorie M zařazeného do podkategorie „vozidel zvláštního určení“ podle kritérií různých typů vozidel zvláštního určení, uvedených v oddílu 5 části A přílohy II směrnice 2007/46/ES, se za písmeno a číslici označující kategorii připojí písmeno „S“ (M1S, M2S, M3S). Jde-li o terénní vozidlo zvláštního určení, připojují se obě přípony (M1GS, M2GS, M3GS).

### Kategorie N
Motorová vozidla konstruovaná a vyrobená především pro dopravu nákladů. Vyhláška č. 341/2014 Sb. je dělí na kategorie:
- N1 – vozidla kategorie N s maximální hmotností nepřevyšující 3,5 tuny
- N2 – vozidla kategorie N s maximální hmotností převyšující 3,5 tuny, ale nepřevyšující 12 tun
- N3 – vozidla kategorie N s maximální hmotností převyšující 12 tun

U vozidla kategorie N zařazeného do podkategorie „terénních vozidel“ podle kritérií uvedených v oddílu 4 části A přílohy II směrnice 2007/46/ES se za písmeno a číslici označující kategorii připojí písmeno „G“ (N1G, N2G, N3G).
V případě neúplného vozidla kategorie N zařazeného do podkategorie „vozidel zvláštního určení“ podle kritérií různých typů vozidel zvláštního určení, uvedených v oddílu 5 části A přílohy II směrnice 2007/46/ES, se za písmeno a číslici označující kategorii připojí písmeno „S“ (N1S, N2S, N3S). Jde-li o terénní vozidlo zvláštního určení, připojují se obě přípony (N1GS, N2GS, N3GS).

### Kategorie O
Přípojná vozidla konstruovaná a vyrobená pro dopravu nákladů nebo osob i pro ubytování osob. Vyhláška č. 341/2014 Sb. je dělí na kategorie:
- O1 – vozidla kategorie O s maximální hmotností nepřevyšující 0,75 tuny
- O2 – vozidla kategorie O s maximální hmotností převyšující 0,75 tuny, ale nepřevyšující 3,5 tuny
- O3 – vozidla kategorie O s maximální hmotností převyšující 3,5 tuny, ale nepřevyšující 10 tun
- O4 – vozidla kategorie O s maximální hmotností převyšující 10 tun

V případě neúplného vozidla kategorie O zařazeného do podkategorie „vozidel zvláštního určení“ podle kritérií různých typů vozidel zvláštního určení, uvedených v oddílu 5 části A přílohy II směrnice 2007/46/ES, se se za písmeno a číslici označující kategorii připojí písmeno „S“ (O1S, O2S, O3S, O4S).

### Kategorie T
Traktor kolový dle Směrnice Evropského parlamentu a rady 2003/37/ES
Pro popis silničních vozidel kategorie T a její další členění vyhláška č. 341/2014 Sb. odkazuje na přímo použitelný předpis Evropské unie upravující schvalování zemědělských a lesnických vozidel a dozor nad trhem (nařízení Evropského parlamentu a Rady (EU) č. 167/2013 ze dne 5. února 2013).

### Kategorie C
Traktor pásový dle Směrnice evropského parlamentu a rady 2003/37/ES)
Pro popis silničních vozidel kategorie T a její další členění vyhláška č. 341/2014 Sb. odkazuje na přímo použitelný předpis Evropské unie upravující schvalování zemědělských a lesnických vozidel a dozor nad trhem (nařízení Evropského parlamentu a Rady (EU) č. 167/2013 ze dne 5. února 2013).

### Kategorie R
Pro popis silničních vozidel kategorie T a její další členění vyhláška č. 341/2014 Sb. odkazuje na přímo použitelný předpis Evropské unie upravující schvalování zemědělských a lesnických vozidel a dozor nad trhem (nařízení Evropského parlamentu a Rady (EU) č. 167/2013 ze dne 5. února 2013).

### Kategorie S
Pro popis silničních vozidel kategorie T a její další členění vyhláška č. 341/2014 Sb. odkazuje na přímo použitelný předpis Evropské unie upravující schvalování zemědělských a lesnických vozidel a dozor nad trhem (nařízení Evropského parlamentu a Rady (EU) č. 167/2013 ze dne 5. února 2013).
Nad rámec evropské kategorizace česká vyhláška zavádí tyto podkategorie:
- SS – pracovní stroje samojízdné s vlastním zdrojem pohonu, konstrukčně a svým vybavením určené pouze pro vykonávání určitých pracovních činností. Nejsou zpravidla určeny pro přepravní činnost. V příloze č. 13 jsou jako příklady uvedeny rýpadla, nakladače, dozery, skrejpry, grejdry, válce, frézy, finišery, čističe příkopů, úklidové stroje, sklízecí mlátičky, sklízecí řezačky, vysokozdvižné vozíky.
- SN – pracovní stroje nesené určené pouze pro vykonávání určitých pracovních činností. Tyto stroje se na pozemních komunikacích pohybují zavěšeny na vozidle a tvoří s ním jeden celek. Jejich pojezdové ústrojí (pokud jsou jím vybaveny) není v přepravní poloze ve styku s vozovkou. Do této kategorie spadají i výměnné nástavby mající charakter pracovního stroje neseného.

### Kategorie Z
Ostatní vozidla, která nelze zařadit do žádné z výše uvedených kategorií.
V příloze č. 13 vyhlášky č. 341/2014 Sb. jsou v rámci požadavků vztahujícících se k této kategorii zmíněny
- jednonápravové traktory s přívěsy
- speciální nosiče pracovních adaptérů
- trolejbusy a tramvaje
- ostatní vozidla

Technické požadavky na výbavu jízdních kol, potahových vozidel a ručních vozíků jsou samostatně stanoveny v rámci přílohy č. 12 vyhlášky č. 341/2014 Sb. – tato příloha se zabývá i výbavou ostatních typů vozidel. V rámci definice kategorií vozidel však tyto druhy nemotorových vozidel nejsou nikde zmíněny ani zohledněny, tedy by zřejmě měly spadat také do kategorie Z, avšak vyhláška nestanoví žádné požadavky na jejich konstrukci, ale pouze na jejich výbavu.
Metodika ministerstva dopravy řadí do kategorie Z i turistické vyhlídkové vláčky (TVV) a stanoví požadavky na jejich dokumentaci a schvalování.